# Max Houben
Max Houben (n. 5 mai 1898, Verviers, Valonia, Belgia – d. 10 februarie 1949, Lake Placid, North Elba⁠(d), New York, SUA) a fost un bober și atlet ce a reprezentat Belgia, medaliat olimpic. A participat la 5 ediții ale Jocurilor Olimpice (1920, 1928, 1932, 1936, 1948) în care a câștigat o medalie de argint în proba de bob.